# Apol·loni de Rodes
Apol·loni de Rodes (grec antic: Ἀπολλώνιος ὁ Ῥόδιος; llatí: Apollonius Rhodius) (Alexandria d'Egipte 295 aC-215 aC) va ser un escriptor, filòleg i bibliotecari grec. Era originari d'Egipte (d'Alexandria, o tal vegada de Nàucratis, però s'exilià a Rodes i d'aquí li ve el nom.

## Biografia
Fill de Sileu i de Rode, va cursar els seus estudis a Alexandria, on fou deixeble de Cal·límac i company d'estudis d'Eratòstenes. Amb trenta anys va ser nomenat bibliotecari de la Biblioteca d'Alexandria pel rei Ptolemeu II Filadelf, tot succeint l'anterior bibliotecari, Zenòdot d'Efes. Paral·lelament va rebre l'encàrrec d'educar el fill del rei, el futur Ptolemeu III Evergetes. Segons la Suïda, el lèxic d'època romana d'Orient, va haver de marxar a l'exili a l'illa de Rodes per la poca consideració que els seus conciutadans van tenir per la seva principal obra, les Argonàutiques. A  Rodes va viure fins a la seva mort el 215 aC.
A més de la seva producció poètica, Apol·loni és cèlebre per la seva tasca com a bibliotecari i la seva contribució a la filologia homèrica. També va ocupar-se de l'Escut d'Hesíode, de qui en defensa l'autenticitat, enfront del seu mestre Zenòdot.

### Polèmica amb Cal·límac
Segons la tradició, va influir molt en la seva marxa la rivalitat que tenia amb Cal·límac, que donava el seu suport a Eratòstenes (ambdós eren de Cirene), però sobretot la poca simpatia que li tenia Berenice II, la dona de Ptolemeu Evergetes. La polèmica amb el seu mestre va prendre un caire literari i de fet Cal·límac havia afirmat que l'únic requisit de la poesia era l'essència lírica i per això va condemnar tota l'èpica antiga per la seva incapacitat de mantenir una continuïtat de to i d'inspiració. Aquestes i altres afirmacions van desencadenar el menyspreu d'Apol·loni, que havia consagrat la seva vida d'erudit i tot el seu art a l'intent de renovació de la poesia homèrica. Es posen de part d'Apol·loni altres poetes de l'època, com Asclepíades i Posídip d'Atenes, i erudits com Praxifanes de Mitilene. No obstant això, la crítica moderna considera la possibilitat que la rivalitat entre poetes sigui un tòpic literari més que no pas una situació real d'antagonisme irreconciliable. La majoria de proves que s'addueixen per provar la rivalitat d'ambdós autors són extretes de poemes de dubtosa autenticitat o bé d'interpretació ambigua.

## Obra

### Les Argonàutiques
Apol·loni és conegut principalment per la seva monumental obra èpica en 4 llibres: Les Argonàutiques.
La saga dels Argonautes se situa en una generació anterior a la Guerra de Troia i narra les aventures de Jàson, hereu al tron de Iolcos i destinat segons els oracles a matar l'usurpador Pèlias, el qual, amb la intenció de desfer-se'n, l'envia a la Còlquida (a l'actual costa est de la mar Negra, considerada l'extrem del món conegut) a la recerca del velló d'or, una pell de xai daurada que porta la pau i la prosperitat al poble que la posseeix. Jàson accepta l'encàrrec i organitza uns jocs per escollir els millors homes de Grècia, i salpa a bord de la nau Argo (d'aquí el nom d'Argonautes) cap a la Còlquida. El camí és un viatge iniciàtic en què hauran de fer front a un munt d'éssers monstruosos i superar diverses vicissituds. Un cop arribats a destinació, Jàson rebrà l'inesperat ajut de Medea, filla del rei Eetes, que acabarà casant-se amb l'heroi grec.
Alguns estudiosos apunten la possibilitat que Apol·loni escrivís a  Rodes una segona edició del poema, en tant que les fonts antigues parlen d'una προέκδοσις (edició preliminar) i d'una έκδοσις (edició pròpiament dita). Al segle iv-V un escriptor anònim va escriure les més recents Argonautica Orphica, en un grec imitant l'estil d'Homer, del qual fins al segle xix es va pensar que era anterior.

### Altres obres
Apol·loni va escriure petits poemes erudits que no s'han conservat, particularment dedicats a fundacions de ciutats, com Alexandria o Nàucratis. Entre d'altres va dedicar un poema a Canop, el timoner de Menelau, arribat a Egipte després de la Guerra de Troia: a la seva mort, Menelau va fundar en honor seu la ciutat homònima.